# Linh dương hoẵng đỏ
Linh dương hoẵng rừng đỏ (danh pháp hai phần: Cephalophus natalensis) là một loài động vật có vú trong họ Bovidae, bộ Artiodactyla. Loài này được A. Smith mô tả năm 1834.
Loài này sinh sống ở trung và nam châu Phi. Nó được tìm thấy trong rừng và vùng cây bụi ở Malawi, Mozambique, và nam Tanzania.
Chúng cao khoảng 40 cm tại vai và cân nặng trung bình 15 kg. Chúng có bộ lông màu nâu hạt dẻ với các mảng đen trên mặt và sau cổ. Chúng ăn trái cây rụng, lá cây và côn trùng. Chúng có tính chiếm lĩnh lãnh thổ và các cặp giao phối bảo vệ lãnh thổ riêng. Mỗi năm đẻ một con, thời gian mang thai 4-7,5 tháng.

## Hình ảnh

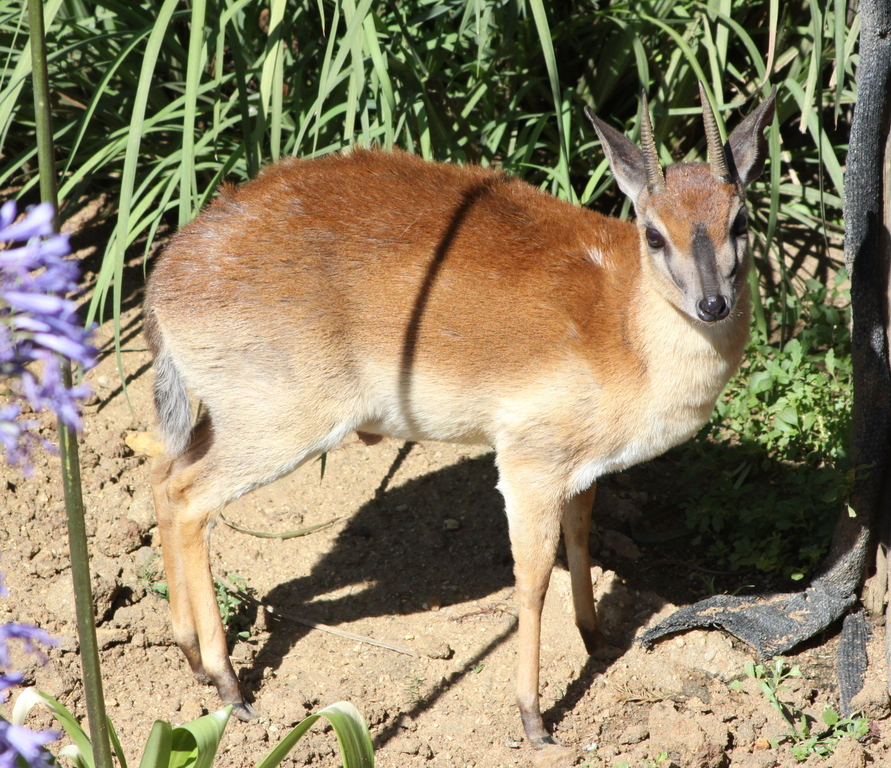
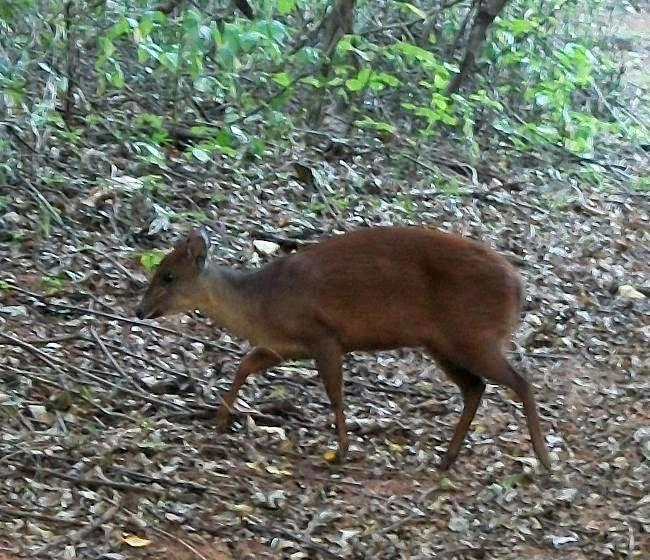
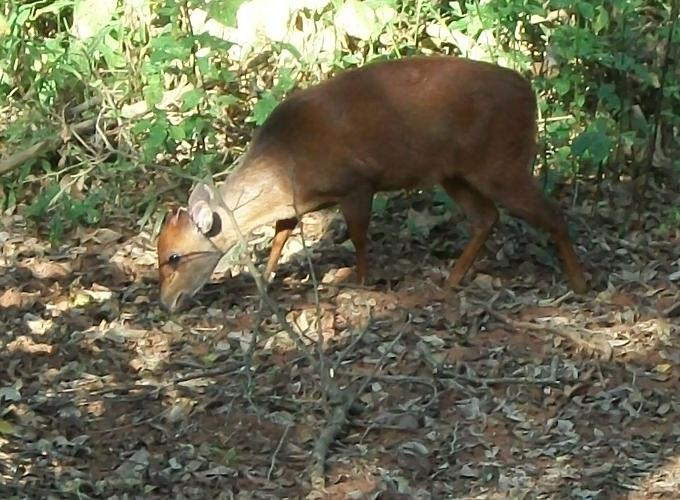
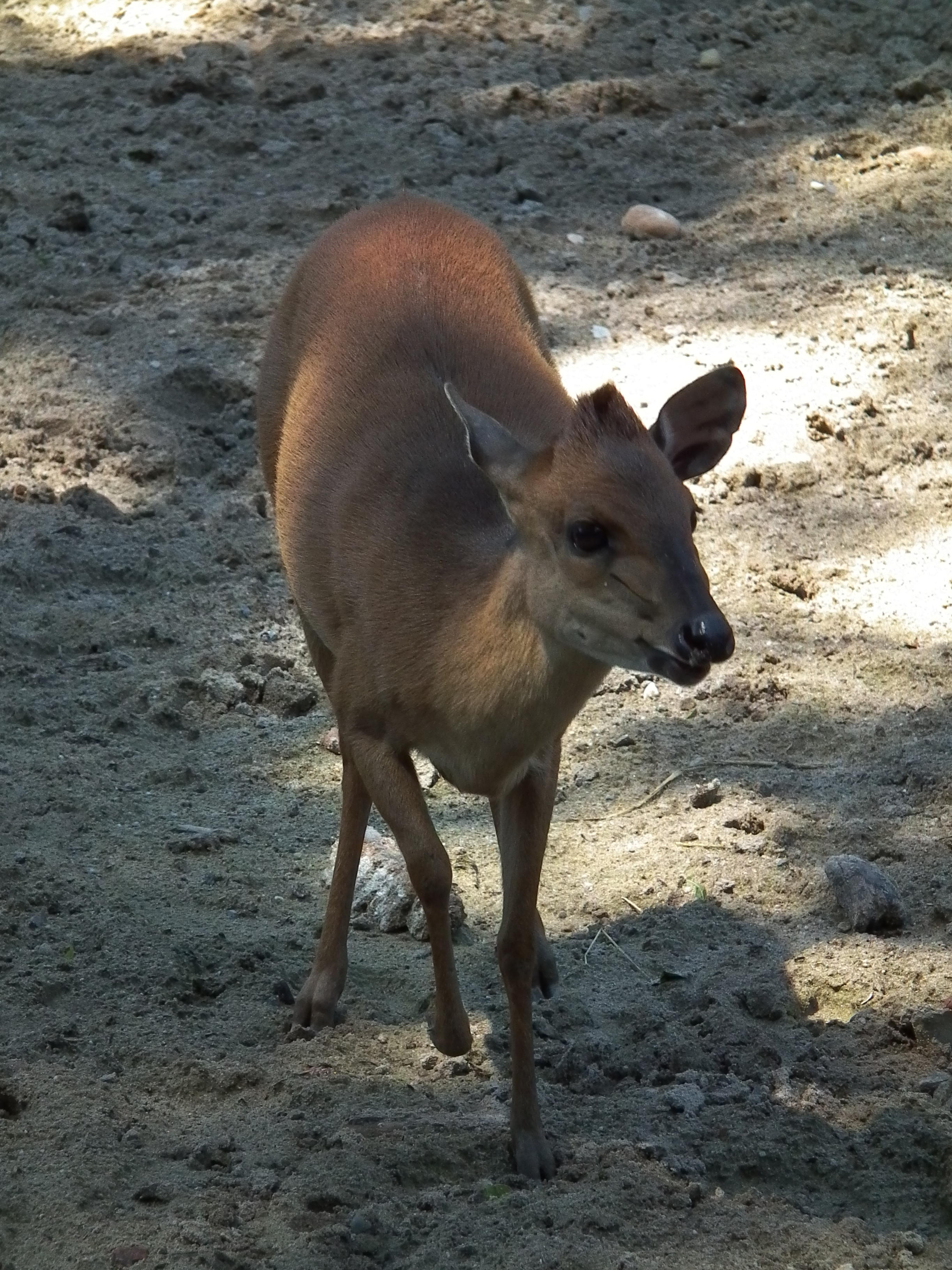